# Bokharabinda
Bokharabinda (Fallopia baldschuanica) är en växtart i familjen slideväxter, utbredd från Afghanistan till Pakistan, Tadzjikistan till centrala Kina. Arten odlas som trädgårdsväxt i Sverige. 
En mycket starkväxande, mer eller mindre förvedad klättrande buske, till 15 m. Bladen blir 3-10 cm långa, äggrunda till avlångt äggrunda, hjärtlika vid basen och spetsida i toppen. Bladkanterna är vågiga. Blommorna är vita till svagt rosa och blir senare rosa eller grönaktiga. De kommer i stora och välförgrenade vippor, med kala till håriga noder. Frukten är en vingad nöt. Blommar under sensommaren och hösten hos oss.
Plantor från Kina har kallats silverregn (F. aubertii) och är ofta mindre förvedade. De har vanligen helvita, senare grönaktiga blommor och håriga blomställningar. Dessa karaktärer är dock inte helt konsekventa och det har av senare auktorer inte setts som tillräckligt urskiljande i artsammanhang, varför den kinesiska populationen har räknats in under bokharabindan. Ibland ges vitblommande plantor sortnamnet 'Aubertii'.
Bokharabinda kallas ibland för "Arkitektens tröst" på grund av dess förmåga att täcka mindre lyckade fasader i efterhand.
OBS!
Bokharabinda har visat sig kunna bilda hybrid med Parkslide vilket är en mkt invasiv art som dessförinnan inte funnits annat än i form av honplantor i Europa, och därför inte kunnat föröka sig annat än via rotväxt.
Den bildade hybriden med Parkslide kan däremot spridas med vanlig frösådd vilket riskerar att öka spridingen kraftig där båda dessa växter finns.
Det är därför olämpligt att låta Bokharabinda växa i närheten av bestånd med Parkslide.

## Synonymer
Bilderdykia aubertii (L.Henry) J.Holub
Bilderdykia baldschuanica (Regel) D.A.Webb
Fallopia aubertii (L.Henry) Dumortier
Polygonum aubertii L.Henry
Polygonum baldschuanicum Regel
Reynoutria aubertii (L.Henry) Moldenke
Reynoutria baldschuanica (Regel) Moldenke
Reynoutria baldschuanica (Regel) Shinners nom. illeg.
Tiniaria aubertii (L.Henry) Hedberg ex Janchen
Tiniaria baldschuanica (Regel) Hedberg ex Janchen